# Шуберт, Анатолий Иосифович
Анатолий Иосифович Шуберт (род. 9 февраля 1940, Москва) — советский ватерполист, восьмикратный чемпион СССР (1960—1963, 1965, 1966, 1970, 1971), серебряный призёр чемпионата Европы (1962). Почётный мастер спорта СССР (1965). Награждён медалью «Адмирал Горшков» (2007).

## Биография
Анатолий Шуберт родился 9 февраля 1940 года в Москве. Начинал заниматься водным поло в спортивном обществе «Буревестник» под руководством Валентина Эка. Играл на позиции вратаря.
Выступал за московские клубы «Динамо» (1959—1964) и ЦСК ВМФ (1965—1973). В период с 1960 по 1971 год восемь раз становился чемпионом СССР. В 1962 году был включён в состав советской сборной на чемпионате Европы в Лейпциге и завоевал серебряную медаль этих соревнований.
В 1965 году окончил Московский областной педагогический институт имени Н. К. Крупской. В 1973 году завершил свою спортивную карьеру. В дальнейшем занимался тренерской деятельностью в Группе советских войск в Германии (1973—1977) и московском ЦСКА (1977—1985).